# Луцій Генуцій Клепсіна
Лу́цій Гену́цій Клепсі́на (лат. Lucius Genucius Clepsina; III століття до н. е.) — політичний, державний і військовий діяч Римської республіки, консул 271 року до н. е.

## Біографія
Походив з плебейської гілки Клепсіна давньоримського роду Генуціїв. Син Луція Генуція Авентіненса, консула 303 року до н. е. Ймовірно його брат Гай Генуцій Клепсіна, консул 276 і 270 років до н. е. Про Луція Генуція вкрай мало збереглося відомостей.
271 року до н. е. його було обрано консулом разом з Цезоном Квінкцієм Клавдом. Про діяльність обох консулів під час терміну консулату джерела не повідомляють.
З того часу про подальшу долю Луція Генуція Клепсіни згадок немає.